# Citerna
Commune jumelée avec Gattières 
Citerna est une commune italienne d'environ 3 500 habitants, située dans la province de Pérouse, dans la région Ombrie, en Italie centrale. Le village a obtenu le label des Plus Beaux Bourgs d'Italie.

## Géographie
Située à une altitude de 480 m sur le sommet d'un mont dominant la Valtiberina ombrienne, entre Sansepolcro et Città di Castello, Citerna possède la structure typique des bourgs fortifiés médiévaux. Les édifices sont à « double façade », un côté donnant sur la  voie unique qui parcourt le sommet et l'autre vers la versant qui protège le bourg.

## Histoire
Citerna dont l'origine remonte probablement aux Étrusques, est connue depuis l'époque romaine sous le nom de Civitas Sobariae. La ville a été diverses fois saccagée pendant les invasions barbares. Par la suite Castrum Cisternae a été une fortification byzantine avec celle de la cité proche de Monterchi érigée entre les VIe et VIIe siècles contre les Lombards d'Arezzo dont elle devint vassal.
Au Moyen Âge elle fut très disputée entre les Guelfes et Gibelins. Elle passa successivement sous l'autorité des Marchesi del Colle, Tarlati da Pietramala, Malatesta, puis incorporée à l'état papal au XVe siècle. 
Au début du XVIe siècle le vicariat de Citerna a été concédé aux Vitelli de Città di Castello qui gouvernèrent le bourg jusqu'à la fin du XVIIe siècle. Sous leur autorité Citerna connut son plus grand essor monumental.
Du 23 juillet 1849 au 26 juillet 1849 Citerna donna asile à Garibaldi et à ses 2 000 volontaires rescapés du siège de Rome et en marche vers Comacchio et  l'Adriatique.  
Au cours de la Seconde Guerre mondiale, Citerna fut soumise au pilonnement de l'armée allemande et la forteresse qui dominait la ville fut pratiquement rasée.

## Économie
Le tourisme est la principale ressource de Citerna classée parmi les plus beaux bourgs médiévaux italiens.

## Monuments et patrimoine
- Église San Francesco (XVe – XVIe siècle) avec des peintures de :
  - Niccolò Circignani, Déposition ;
  - Raffaellino del Colle ,Christ en gloire ;
  - Simone Ciburri Vierge et saints et Saint Antoine de Padoue ;
  - Vierge et Enfant avec saint Michel Archange et saint Bernardin de Sienne, fresque, attribuée à Tommaso Barnabei et à l'école de Luca Signorelli.
- Madonna di Citerna sculpture de Donatello.
- Église San Michele Arcangelo
  - Giovanni della Robbia, Vierge à l'Enfant, céramique polychrome (XVIe et XVIIe siècles) (attribution) ;
  - Niccolò Circignani, Crucifixion (1570), huile sur toile.
- Maison Prosperi-Vitelli, cheminée et sculptures.
- Fortifications médiévales avec les restes de la forteresse et les chemins couverts.

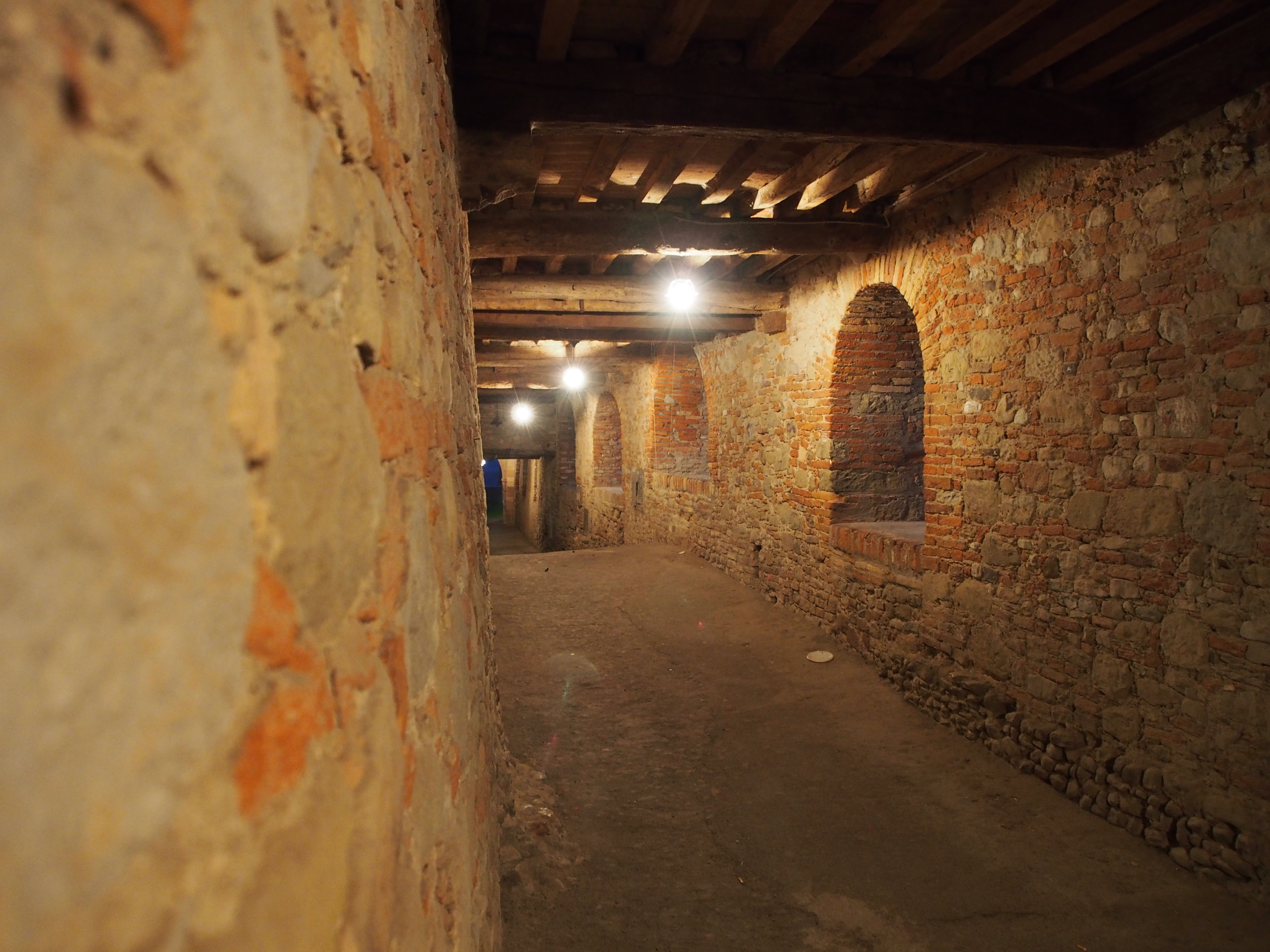
Chemins couverts du bourg.
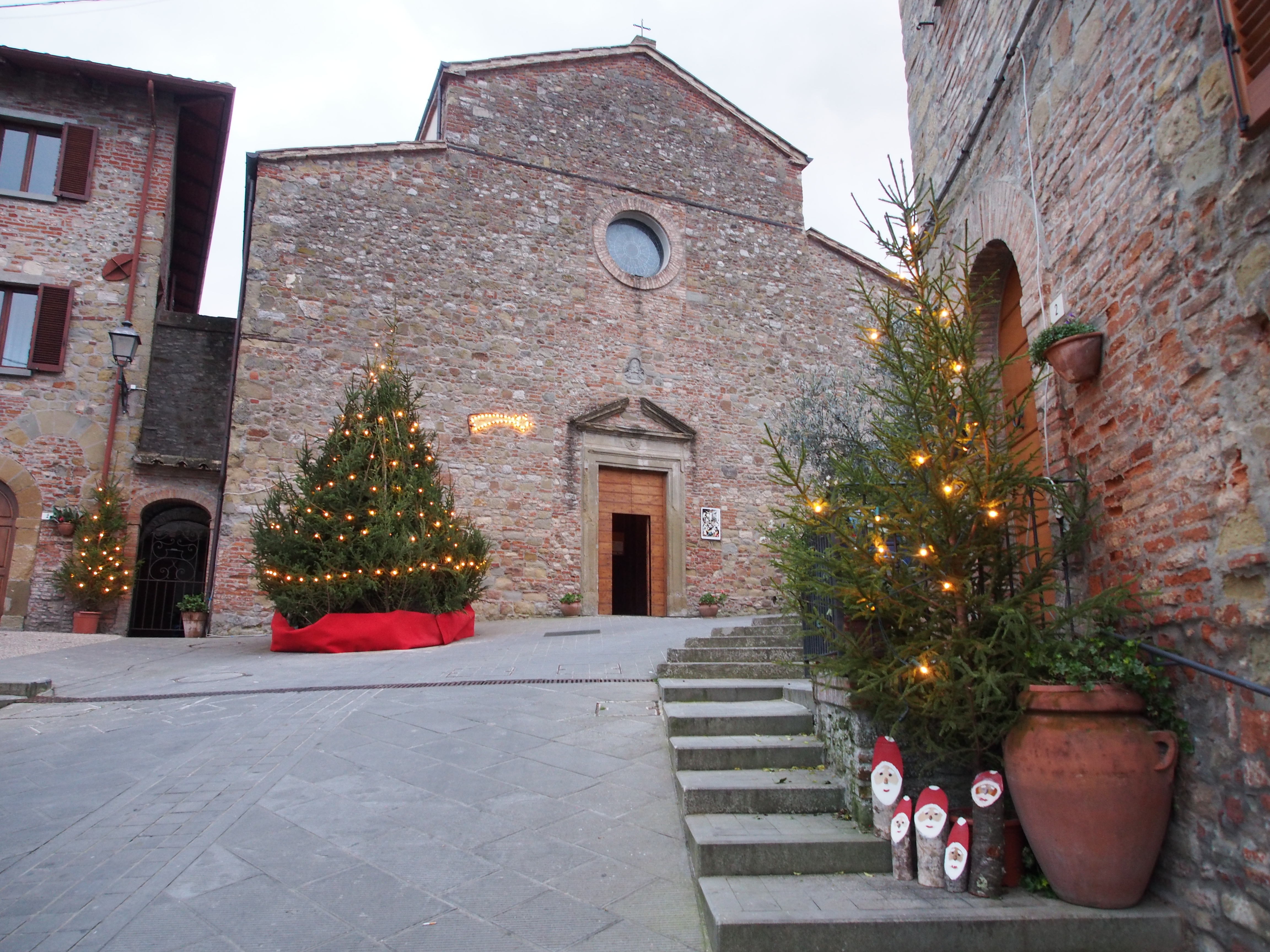
Église San Michele Arcangelo.
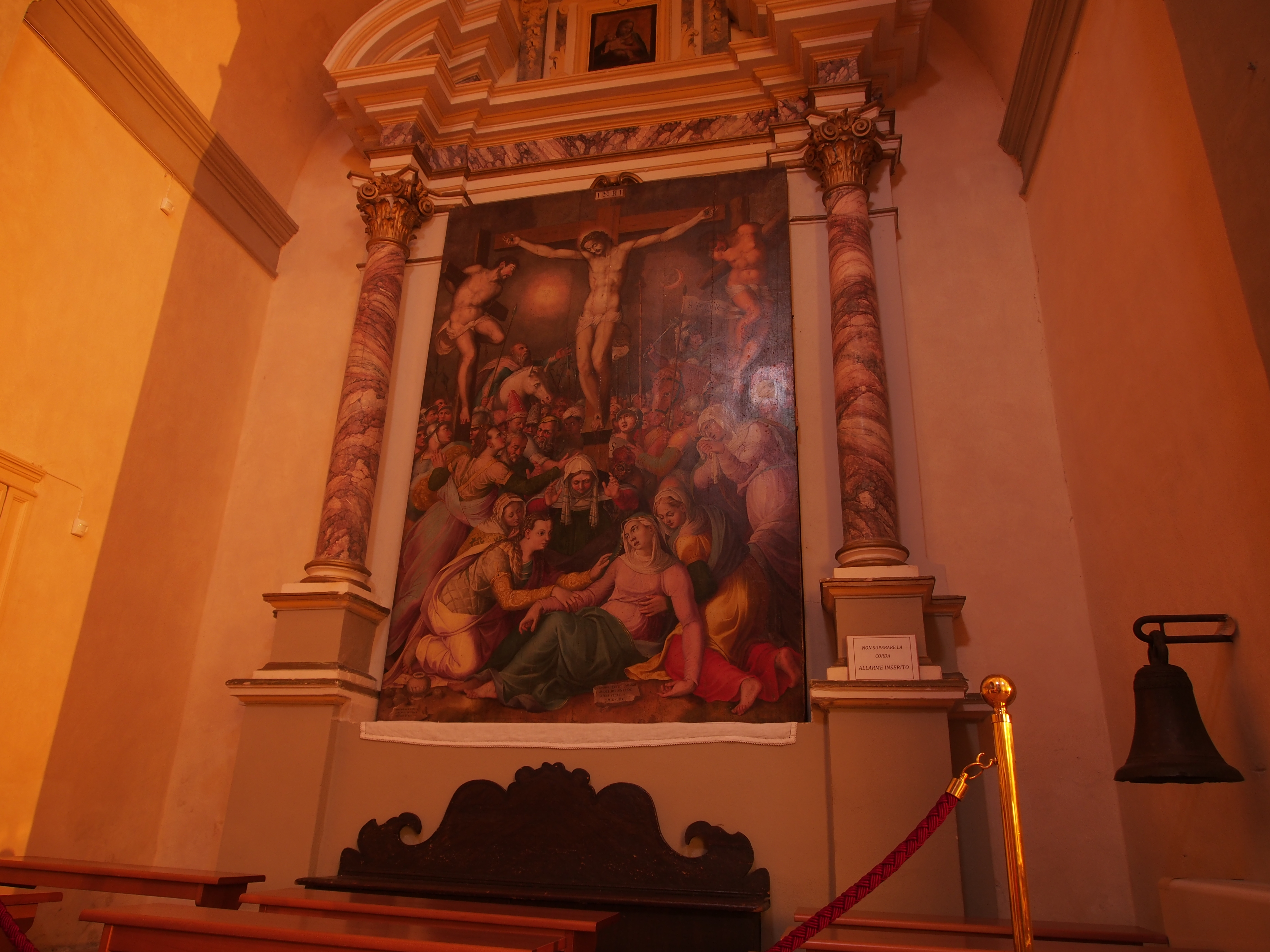
Crucifixion (1570), Niccolò Circignani.

## Administration
| Période                                  | Période   | Identité          | Étiquette      | Qualité |
| ---------------------------------------- | --------- | ----------------- | -------------- | ------- |
| 14 juin 2004                             | juin 2009 | Claudio Serini    | Centrosinistra |         |
| 8 juin 2009                              | En cours  | Giuliana Falaschi | Centrosinistra |         |
| Les données manquantes sont à compléter. |           |                   |                |         |

### Hameaux
Fighille, Pistrino

### Communes limitrophes
Anghiari, Città di Castello, Monterchi, San Giustino, Sansepolcro